# Amblypsilopus longiseta
Amblypsilopus longiseta är en tvåvingeart som beskrevs av Yang och Saigusa 2000. Amblypsilopus longiseta ingår i släktet Amblypsilopus och familjen styltflugor.
Artens utbredningsområde är Sichuan (Kina). Inga underarter finns listade i Catalogue of Life.